# Utility Disco
Utility Disco è un'utility sviluppata dalla Apple Inc. per il sistema operativo macOS. Essa serve per eseguire operazioni sui dischi rigidi e, più in generale, sulle unità di immagazzinamento dati del sistema operativo.

## Storia
Nel Classic Mac OS, un'utility simile era Disk First Aid. Un'altra applicazione, chiamata Drive Setup, era utilizzata per formattare e partizionare i drive, invece Disk Copy era utilizzata per gestire le immagini di disco.
Prima di Mac OS X Panther, le funzionalità di Utility Disco erano suddivise fra due applicazioni: Disk Copy e Utility Disco. La prima era usata per creare e gestire le immagini disco, la seconda era utilizzata per formattare, partizionare, verificare e riparare i dischi. La possibilità di azzerare tutti i dati (formattazione in più passaggi) di un disco rigido non è stata aggiunta fino a Mac OS X Jaguar.
Nella versione 10.4.3 di Utility Disco, introdotta con Mac OS X Tiger, era possibile verificare la struttura dei file del disco di avvio. Mac OS X Leopard ha aggiunto la possibilità di creare e ridimensionare le partizioni senza cancellarle, una funzionalità chiamata partizione live.
In OS X El Capitan, l'interfaccia grafica dell'applicazione è stata ridisegnata ed è stata rimossa la possibilità di effettuare una Riparazione dei privilegi, creare e gestire i dischi formattati come RAID, la formattazione in più passaggi degli SSD interni e dei drive esterni criptati.

## Funzionalità
Utility disco permette di:
- Creare immagini disco, di sola lettura o in lettura/scrittura (sparse), cifrate, compresse o meno;
- Convertire immagini disco da un formato all'altro;
- Montare, smontare ed espellere hard disk, dischi removibili e immagini disco;
- Abilitare e disabilitare il journaling;
- Verificare l'integrità di un disco e ripararlo se è danneggiato;
- Verificare e riparare i privilegi;
- Cancellare, formattare e partizionare i dischi;
- Cancellazione sicura utilizzando il metodo Gutmann;
- Ripristinare dischi da immagini disco, altri dischi o da un URL;
- Masterizzare le immagini disco sui CD-ROM o sui DVD;
- Controllare lo stato S.M.A.R.T di un hard disk.